# Allobates olfersioides
Allobates olfersioides es una especie de anfibio anuro de la familia Aromobatidae.

## Distribución geográfica
Esta especie es endémica de los bosques atlánticos de Brasil. Habita entre el nivel del mar y 1000 m de altitud en los estados de Río de Janeiro, Minas Gerais, Espírito Santo, Bahía, Sergipe y Alagoas.

## Sinónimos
Esta especie tiene muchos sinónimos:
- Eupemphix olfersioides Lutz, 1925
- Colostethus olfersioides (Lutz, 1925)
- Phyllobates olfersioides (Lutz, 1925)
- Phyllobates alagoanus Bokermann, 1967
- Colostethus alagoanus (Bokermann, 1967)
- Allobates alagoanus (Bokermann, 1967)
- Phyllobates capixaba Bokermann, 1967
- Colostethus capixaba (Bokermann, 1967)
- Allobates capixaba (Bokermann, 1967)
- Phyllobates carioca Bokermann, 1967
- Colostethus carioca (Bokermann, 1967)
- Allobates carioca (Bokermann, 1967)

## Publicación original
- Lutz, 1925 : Batrachiens du Brésil. Compte Rendu des Séances de la Société de Biologie Paris, vol. 93, n.º 21, p. 137-139.[5]